# Fernando Carmona Méndez
Fernando Carmona Méndez (Badajoz, Extremadura, 23 de enero de 1961) fue un árbitro de fútbol español de la Primera División de España y Árbitro FIFA. Perteneció al Comité Territorial Extremeño de Árbitros de Fútbol.

## Trayectoria
Carmona Méndez es licenciado en Derecho por la Universidad de Extremadura, también ha sido profesor de la Escuela de Práctica Jurídica del Ilustre Colegio de Abogados de Badajoz, así como profesor externo de la Facultad de Derecho de la UEx. Entre 2015 y 2019 fue concejal por el PSOE en el Ayuntamiento de Badajoz. Actualmente es propietario del despacho jurídico Carmona & Méndez Asesores.
Se inició como árbitro de fútbol en la temporada 1975/1976, a la edad de 14 años. Todo comenzó cuando aceptó el envite de un amigo de su padre que le dijo que no tenía carácter para ser árbitro, quiso demostrarle que no tenía razón y comenzó a formarse como árbitro asistente en 2ª Regional. Tras su paso por las divisiones regionales del fútbol extremeño, ascendió a Tercera División donde militó hasta el 1987, cuando ascendió a Segunda División B donde permaneció 5 temporadas, dirigiendo la promoción de ascenso a Primera División entre el Yeclano Deportivo y el Agrupació Esportiva i Cultural Manlleu (0-0), que le permitió dar el salto a la categoría de plata del fútbol español. Anecdóticamente debutó en Segunda División en la Nochevieja de 1988, fue en el Estadio Colombino en el encuentro Real Club Recreativo de Huelva contra el Club de Fútbol Joventut Mollerussa (3-0), habiendo arbitrado únicamente 6 partidos de Segunda División B, hecho que se repetiría a finales de mayo del año siguiente.
Debutó en la máxima categoría del fútbol español el 3 de septiembre de 1995 en el Estadio de Balaídos, dirigiendo el derbi gallego que enfrentó al Real Club Celta de Vigo con el Sociedad Deportiva Compostela (0-1), convirtiéndose así en el quinto árbitro extremeño en debutar en Primera División.
El 30 de marzo de 1996 arbitra su primer derbi madrileño disputado en el Estadio Vicente Calderón entre el Club Atlético de Madrid y el Real Madrid Club de Fútbol (1-2), tres años después volvió a dirigirlo, esta vez en el Estadio Santiago Bernabéu (4-2).
El 14 de abril de 1996 dirige el derbi asturiano, Real Sporting de Gijón contra el Real Oviedo (0-1), jugado en El Molinón.
El 2 de octubre de 1996 arbitra su primer derbi vasco, Athletic Club contra el Real Sociedad (1-3), jugado en el Estadio de San Mamés (1913).
El 17 de mayo de 1997 dirige el derbi sevillano, Real Betis Balompié contra el Sevilla Club de Fútbol (3-3), jugado en el Estadio Benito Villamarín.
El 23 de septiembre del 2000 dirige El Otro Clásico, Real Madrid Club de Fútbol contra el Athletic Club (4-1), jugado en el Estadio Santiago Bernabéu.
El 30 de enero de 2001 arbitra el derbi catalán, fue la ida de cuarto de final de la Copa del Rey, RCD Espanyol contra Fútbol Club Barcelona (1-2).
El 6 de diciembre de 2003 arbitra El Clásico en el Estadio Nou Camp, Fútbol Club Barcelona contra Real Madrid Club de Fútbol (1-2).
El 17 de marzo de 2004 arbitra la final de la Copa del Rey de fútbol 2003-04 en el Estadio Olímpico Lluís Companys, Real Madrid Club de Fútbol contre el Real Zaragoza (2-3), convirtiéndose así en el primer colegiado extremeño en hacerlo.
A los 44 años colgaría el silbato en Primera División en La Romareda, Real Zaragoza contra FC Barcelona (1-4). Cuatro días después se retiró finalmente en la vuelta de cuartos de final de Copa del Rey, Club Atlético de Madrid contra Club Deportivo Numancia de Soria (1-0). Con muchos partidos que pitar aún por delante, el 17 de marzo de 2005, en la última concentración arbitral de la temporada celebrada en Madrid, se reunió con Victoriano Sánchez Arminio, en aquellos años Presidente del Comité Técnico de Árbitros, al que comunicó su decisión irrevocable de retirarse del arbitraje en activo debido a no encontrarse a gusto y motivado para continuar.

## Internacional
En la temporada 2000/2001 obtiene la escarapela de Árbitro FIFA, debutando el 9 de julio de 2000 en el partido de vuelta de la 2ª Ronda de la Copa Intertoto de la UEFA entre el Bradford City Association Football Club y el FK Atlantas Klaipėda (4-1). 
El 20 de septiembre de 2001 debutó en la Liga Europa de la UEFA, fue en el partido de 1ª Ronda que se disputó en el Estadio de San Siro, y que enfrentó al Inter de Milán contra el AS SR Brașov (3-0).
El 14 de noviembre de 2002 dirigió la "guerra greco-turca", encuentro denominado de esa peculiar forma debido a los precedentes terroríficos que se ocasionaron en la batalla de ida, fue la vuelta de la 2ª Ronda de la Liga Europa de la UEFA, que se disputó en el Estadio Apostolos Nikolaidis y que enfrentó al Panathinaikos Fútbol Club y al Fenerbahçe Spor Kulübü (4-1).
El 11 de octubre de 2003, fue el día que arbitró su primer y único partido de selecciones nacionales, Rumanía contra Japón (1-1). 
El 21 de octubre de 2004 arbitró su último partido internacional, fue el disputado entre la Association de la Jeunesse Auxerroise y el Grazer AK (0-0).

## Temporadas
| Categoría            | País   | Años        |
| -------------------- | ------ | ----------- |
| Segunda División "B" | España | 1987 - 1992 |
| Segunda División     | España | 1992 - 1995 |
| Primera División     | España | 1995 - 2005 |